# Lista de serras de Itatira
Lista de Serras de Itatira ou Montes de Itatira, reúne todos as serras, montes do município de Itatira. 

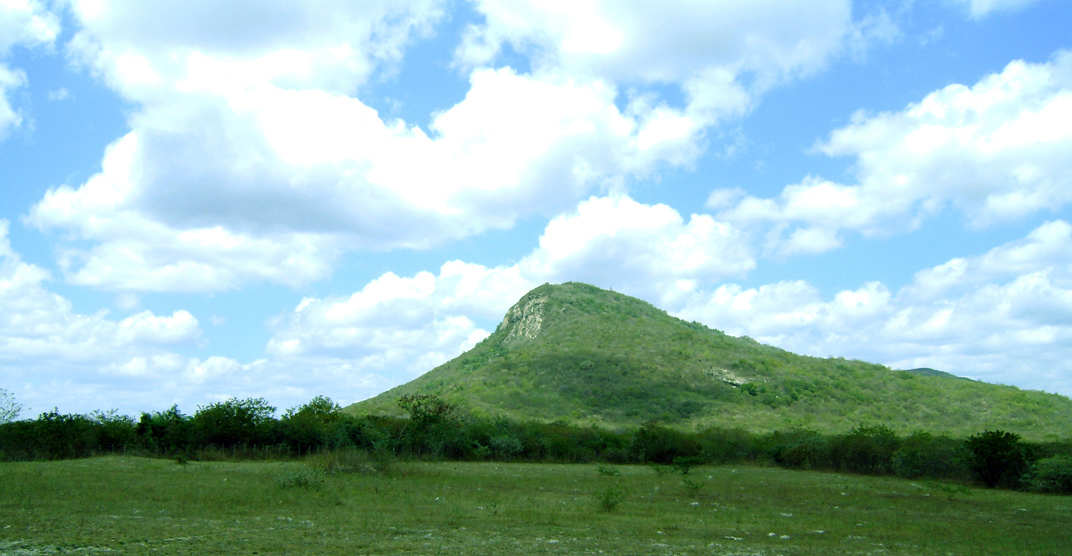
Serra da Boa Vista.

Itatira é conhecida como uma região montanhosa.

## A lista
| Serra                | Altitude | Altitude (pés) | Coordenadas                |  |
| -------------------- | -------- | -------------- | -------------------------- |  |
| Pico Três Irmãos     | 472      | 1,549          | 4° 44' 08" S 39° 37' 41" O |  |
| Serra Saco dos Sales | 848      | 2,782          | 4° 34' 22" S 39° 40' 56" O |  |
| Serra da Boa Vista   | 621      | 2,037          | 4° 41' 01" S 39° 39' 27" O |  |
| Serra do Machado     | 903      | 2,963          | 4° 32' 19" S 39° 38' 35" O |  |
| Serrote São Joaquim  | 550      | 1,804          | 4° 38' 54" S 39° 38' 13" O |  |

### Outras serras
- Serra da Imburana